# Burmeistera virescens
Burmeistera virescens är en klockväxtart som först beskrevs av George Bentham, och fick sitt nu gällande namn av George Bentham, Joseph Dalton Hooker och William Botting Hemsley. Burmeistera virescens ingår i släktet Burmeistera och familjen klockväxter. Inga underarter finns listade i Catalogue of Life.